# اسکالرپدیا
اسکالرپدیا (انگلیسی: Scholarpedia) یک دانشنامه مبتنی بر ویکی به زبان انگلیسی است.

## نویسندگان
برای اطمینان از اینکه نویسندگان مقالات، متخصصان هر رشته هستند، سردبیر یا متصدیان دیگر شخصاً آنها را دعوت می‌کنند. به‌طور مثال جیمی ویلز و لری سنگر برای نوشتن مقاله ویکی‌پدیا نامزد شده‌اند.